# Journal of the Brazilian Computer Society
A revista Journal of the Brazilian Computer Society é uma revista trimestral publicado pela SBC. Ela contém artigos de pesquisa original, servindo como um fórum para a divulgação de pesquisas inovadoras em todos os aspectos da ciência da computação. As prioridades da revista são de qualidade e atualidade.
A primeira edição da revista surgiu em julho de 1994. Para fins de citação, a abreviação 'J. Braz. Comp. Soc.' é usada.
O JBCS é apoiado pelos:
- Programa de Apoio a Publicações Científicas of the Ministério da Ciência e Tecnologia.
- Conselho Nacional de Desenvolvimento Científico e Tecnológico (CNPq).
- Conselho de Aperfeiçoamento do Ensino Superior (CAPES).
- Ministério da Educação (MEC).

Ele é disponibilizado através da biblioteca digital SciELO.